# Ursicino di Ravenna (vescovo)
Ursicino (... – Ravenna, 5 settembre 536)  è stato vescovo di Ravenna dal 533 al 536.

## Biografia
Secondo il Liber pontificalis ecclesiae ravennatis di Andrea Agnello, scritto nella prima metà del IX secolo, Ursicino fu il ventiquattresimo vescovo di Ravenna, successore di Ecclesio e predecessore di Vittore. L'episcopato di questi tre vescovi (Celio Ecclesio, Ursicino e Vittore) si pone tra maggio 521, morte di Celio Aureliano, e ottobre 546, consacrazione di Massimiano. Secondo Andrea Agnello, Ursicino governò la sede di Ravenna per 3 anni, 6 mesi e 9 giorni, presumibilmente tra il 531/532 e il 535/536.
Ursicino continuò, senza riuscire a portarla a termine, la costruzione del palazzo vescovile, chiamato Tricolì, iniziata da Pietro II (494-519) e ultimata da Massimiano (546-556), che menzionò Ursicino nell'iscrizione che pose a lavori terminati all'interno del palazzo.
Andrea Agnello riferisce poi che Ursicino commissionò a Giuliano, argentarius, la costruzione della basilica di Sant'Apollinare in Classe, che fu ultimata all'epoca del vescovo Massimiano; questi fece comporre un titulus, nel nartece della basilica, dove si ricorda la sua costruzione su mandato del beatissimo vescovo Ursicino.
In qualità di fondatore della basilica, Ursicino venne rappresentato, a fianco dei vescovi ravennati Severo, Orso e Ecclesio, nel mosaico absidale di Sant'Apollinare in Classe. Sopra i vescovi pende un diadema fra drappeggi a vela. Ursicino indossa una dalmatica bianca, una pianeta ed un pallio che attestano la sua dignità episcopale. Ai piedi porta speciali calzari, come quelli portati solo dagli appartenenti alle classi più elevate. Nella mano sinistra porta una copia della Bibbia, che è rappresentata con preziose decorazioni. Come era prescritto dal cerimoniale di corte anche presso l'Impero bizantino, egli non tocca direttamente il libro ma lo sostiene con la mano coperta dalla pianeta. Le raffigurazioni risalgono al VI secolo. Poiché il mosaico venne composto qualche anno dopo la morte del vescovo, «può essere considerato un vero ritratto» di Ursicino.

## Morte e sepoltura
Secondo Andrea Agnello, Ursicino fu sepolto nella basilica di San Vitale, ante altarium sancti Nazarii, o, come dice in altre parti del suo Liber, infra monasterium sancti Nazarii, una cappella a forma di rotonda (prothesis di San Vitale), a destra del presbiterio. Probabilmente la sepoltura in San Vitale avvenne non subito dopo la morte di Ursicino, ma solo quando i lavori di costruzione della basilica furono ultimati, o all'epoca di Vittore o del successore Massimiano.
Nel dicembre del 1731, durante i lavori di restauro della cappella oggi nota con il nome di Sancta Sanctorum, fu rinvenuto, integro e provvisto di copertura, il sarcofago del vescovo Ursicino, il quale venne inspiegabilmente smembrato, non senza prima aver salvato le reliquie in un apposito reliquiario, oggi inserito nell'altare maggiore della basilica. Dell'antico sarcofago resta solo una lastra con l'iscrizione Ursicinus episcopus e alcuni frammenti.

## Culto
All'epoca di Andrea Agnello, Ursicino era oggetto di venerazione e di culto pubblico, come testimonia il titolo di Sanctus con il quale Agnello parla del vescovo.
Anche Girolamo Fabbri, nel 1675, fa menzione di sant'Ursicino, vescovo di Ravenna e confessore, e riferisce di un fatto miracoloso avvenuto durante la sua vita, quando ebbe in visione il martire sant'Ursicino. Sia il Fabbri che gli Acta Sanctorum ricordano sant'Ursicino vescovo il 5 settembre. Questo santo tuttavia non venne mai inserito nel martirologio romano e oggi non v'è traccia del suo culto.

## Intitolazioni
In età bizantina fu rinnovata la cinta muraria ravennate. Una delle nuove porte fu intitolata ad Ursicino. Nel tempo il nome è cambiato in Porta Sicina, Porta Sisina, fino ad assumere l'attuale nome di «Porta Sisi».